# Негри, Марко
Марко Пауло Негри (итал. Marco Paulo Negri, 27 октября 1970, Милан, Италия) — итальянский футболист, известный по выступлениям за шотландский «Рейнджерс».

## Биография
Марко Негри дебютировал во взрослом футболе в 1988 году выступлениями за команду клуба «Удинезе», в которой провёл один сезон, приняв участие в 3 матчах чемпионата.
С 1989 по 1997 год играл в составе команд клубов «Новара», «Удинезе», «Тернана», «Козенца», «Болонья» и «Перуджа».
В 1997 году «Рейнджерс» купил Марко Негри у «Перуджи» за 3.5 миллиона фунтов стерлингов. Клуб получил мгновенную отдачу, когда Негри забил 23 гола в первых 10 играх. Негри очень легко завоевал титул лучшего бомбардира чемпионата в том сезоне с 32 голами в активе. Его забивной активности был положен конец после серьезной травмы глаза, полученной во время матча в сквош с одноклубником Серджо Поррини. Приступив к тренировкам после лечения Марко начал страдать от осложнений. Поэтому после первого удачного сезона Негри провёл всего 3 игры за команду. В 1999 году игрок отправился на правах аренды в «Виченцу», но вскоре нападающий вернулся травмирован. В конце концов он был продан в «Болонью» в феврале 2001 года.
С 2002 по 2003 год играл в составе команд клубов «Кальяри» и «Ливорно».
Завершил профессиональную игровую карьеру в клубе «Перуджа», за команду которого выступал на протяжении 2004—2005 годов.

## Достижения
- Серебряный призёр чемпионата Шотландии (1): 1997/98